# Frans Hin

12-Fuß-Dinghy

Franciscus Fidelio Joseph „Frans“ Hin (* 29. Januar 1906 in Haarlem; † 6. März 1968 ebenda) war ein niederländischer Segler.

## Erfolge
Frans Hin nahm an den Olympischen Spielen 1920 in Antwerpen teil. Mit seinem älteren Bruder Johan und seinem Vater Cornelis startete er mit dem 12-Fuß-Dinghy Beatrijs III und unterlag am 7. Juli im ersten Rennen dem einzigen gegnerischen Boot, der Boreas, die von Arnoud van der Biesen und Petrus Beukers gesteuert wurde. Während des zweiten Rennens am 8. Juli driftete eine der Kursbojen ab, weshalb das Rennen annulliert wurde. Da die belgischen Veranstalter in dieser Woche das Rennen nicht wiederholen konnten, baten sie das Niederländische Olympische Komitee, zwei Ersatzrennen am 3. September in den Niederlanden zu organisieren, da beide Boote aus niederländischen Crews bestanden. Diese fanden dann auf dem Buiten-IJ statt: der Hin-Familie gelang in der Wiederholung des zweiten Rennens zunächst der 1:1-Ausgleich und besiegte die Boreas auch im dritten Rennen, womit sie Olympiasieger wurden. Frans Hin war erst ab den beiden in den Niederlanden stattfindenden Rennen Teil der Crew, da er – zu dem Zeitpunkt 14 Jahre alt – für die ersten beiden Rennen keine Freigabe seiner Schule erhalten hatte. Damit war er auch der jüngste Olympiasieger der Spiele 1920.
Er arbeitete später in der Strumpffabrik seines Vaters.